# 锦和镇 (徐闻县)
锦和镇，是中华人民共和国广东省湛江市徐闻县下辖的一个乡镇级行政单位。

## 行政区划
锦和镇下辖以下地区：
锦和社区、建设社区、渔业社区、和平社区、东山村、胜利村、那楚村、坑口村、沟西村、洋尾村、锦丰村、锦市村、金门村、六极村、城内村、那板村、龙群村、红星村、白茅村、北塘村和后湾村。